# Аліканте (провінція)
Аліканте (ісп. Alicante, вал. Alacant) — провінція на сході Іспанії у складі автономного співтовариства Валенсія. Адміністративний центр — Аліканте.

## Цікаві факти
Аліканте має найбільшу частку іноземців по відношенню до всього населення серед усіх провінцій Іспанії.
Часто називається найгіршим іспанським містом.